# 盧毓
盧 毓（ろ いく）は、中国の後漢末期、及び三国時代の魏の政治家。字は子家。本貫は幽州涿郡涿県（現在の河北省保定市涿州市）。後漢末に北中郎将などを務めた盧植の四男。

## 経歴
10歳の時に父の盧植を失う。また当時の幽州は戦乱に遭い、2人の兄も戦死したが、盧毓は彼らの妻や子を養い、学問と品行によって称えられた。
建安16年（211年）、曹丕が五官将になると招聘されて門下賊曹となり、さらに崔琰の推挙で冀州主簿の官に就いた。崔琰からは「盧毓は聡明で道理に通じ、百度叩かれても潰えることはない。公に上る才の持ち主だ」と評価された。当時、逃亡兵に対する取り締まりはその妻子までが厳罰に処されるほど厳しく、ある逃亡兵の妻は婚姻して数日経ったばかりで、夫とは顔も合わせていない間柄だったが、彼女にも死刑が求刑された。これに対し盧毓は『詩経』などの経典を引いて死刑に反対した。曹操はその主張を高く評価し、このことから盧毓は丞相法曹議令史、次いで西曹議令史に転任した。
黄初元年（220年）、曹丕が帝位に上ると魏の黄門侍郎となり、次いで済陰国相、梁郡太守、譙郡太守を歴任した。曹丕は譙が故郷であることからこの地に民を移住させ、屯田を行わせたが、その土地が痩せているために民は窮困した。これに対し盧毓は、民を沃衍な梁の地に再度移住させることを上表した。曹丕はこの上表こそ受け入れたものの心中では盧毓を恨み、睢陽の典農校尉へと左遷した。その官にあっても盧毓は民に利益をもたらすことに腐心し、後にまた安平太守、広平太守を歴任した。
曹叡の時代に当たる青龍2年（234年）、入朝して侍中となる。司徒が欠員となった時、盧毓は処士の管寧を推挙したが、曹叡からは退けられ、次の候補を下問された。盧毓は「敦篤至行なるは韓曁、亮直清方なるは崔林、貞固純粹なるは常林です」と答え、韓曁が起用された。
盧毓は人を推挙するに当たってまず性行を問題とし、その後で才能に言及した。李豊からこのことについて尋ねられると、それに答えて曰く。「才は善を成すためのもので、大才は大善を、小才は小善を成します。しかし才があると称揚しても善を成せないのなら、その才は役に立たないということです」と。李豊らはこの言に感服した。侍中として在職3年の間に論争を起こすことも多かったが、曹叡からはその忠誠を高く評価され、吏部尚書への栄転に当たっては盧毓自身で後任を選ぶことを求められた。
曹芳の時代に曹爽が実権を握ると、その政権下では排斥される。正始10年（249年）、司馬懿のクーデター（高平陵の変）によって曹爽らが逮捕されると、彼らの裁判を担当。以降は司馬氏の政権下で復権し、官吏選抜などを担当した。
正元元年（254年）、曹髦が即位すると大梁郷侯に進爵し、一子が亭侯に封じられた。正元2年（255年）、毌丘倹らが乱を起こす（毌丘倹・文欽の乱）と大将軍の司馬師が出征したが、盧毓は後事を取りしきり、侍中を加官された。その後は病を得て官位を辞退したが許されず、甘露元年（256年）には司空・容城侯に昇進し、領邑2300戸を得た。甘露2年（257年）に死去。成侯と諡され、孫の盧藩が跡を継いだ。
『新唐書』表第十三上 宰相世系三上によると、息子は盧欽・盧簡・盧珽の3人。盧欽は魏末から西晋の時代に名を馳せ、『晋書』に立伝されている。娘は華廙の妻で、重病にかかった時に管輅の占いによって救われたことが伝わる。